# ادوار فیلیپ
ادوار فیلیپ (متولد ۲۸ نوامبر ۱۹۷۰) وکیل و سیاستمدار فرانسوی و نخست‌وزیر فرانسه در دولت امانوئل مکرون بود.
وی در ۱۵ مه ۲۰۱۷ توسط رئیس‌جمهور امانوئل مکرون در سن ۴۶ سالگی به پست نخست‌وزیر فرانسه منصوب شد. فیلیپ عضو حزب امانوئل مکرون (جمهوری به پیش) نیست بلکه عضو حزب راست میانه جمهوری‌خواهان است. به این ترتیب او اولین نخست‌وزیر از زمان نخست‌وزیری لیونل ژوسپن در دولت ژاک شیراک بود که از حزبی متفاوت با حزب رئیس‌جمهور به عنوان نخست‌وزیر فرانسه انتخاب شد.
وی در تاریخ ۳ ژوئیه ۲۰۲۰ از سمت نخست‌وزیری کشور فرانسه استعفا کرد و تنها ساعتی پس از آن مکرون ژان کاستکس را به‌عنوان نخست‌وزیر جدید فرانسه معرفی کرد.

## تحصیلات و فعالیت‌ها
ادوار فیلیپ در رشته علوم سیاسی و حقوق تحصیل کرد. وی تا سال ۱۹۹۴ به مدت ۲ سال حامی حزب سوسیالیست فرانسه بود ولی پس از آن به سمت جناح راست فرانسه تغییر مسیر داد. وی از سال ۲۰۰۲ تا سال ۲۰۱۵ عضو اتحاد برای جنبش مردمی بود و در سال ۲۰۰۷ در کابینه آلن ژوپه به عنوان وزیر محیط زیست انتخاب شد. سپس از سال ۲۰۱۵ به حزب جمهوری‌خواهان فرانسه پیوست.
او از سال ۲۰۱۲ در مجمع ملی فرانسه به عنوان نماینده حوزه ۷ سن-ماریتیم حضور دارد. او همچنین از سال ۲۰۱۰ شهردار لو آور و رئیس تراکم اجتماعی این شهر نیز می‌باشد.
در انتخابات ریاست‌جمهوری فرانسه (۲۰۱۷) او به حمایت از فرانسوا فیون برخاست.

## زندگی شخصی
او با ادیث شاب مدیر مدرسه حقوق در مؤسسه مطالعات سیاسی پاریس ازدواج کرده‌است و سه فرزند دارد که از بین آن‌ها فیلیپ به ورزش بوکس علاقه دارد.